# Liguo
Liguo (kinesiska: 利国, 利国镇) är en köping i Kina. Den ligger i provinsen Jiangsu, i den östra delen av landet, omkring 310 kilometer nordväst om provinshuvudstaden Nanjing. Antalet invånare är 54960. Befolkningen består av 26 490 kvinnor och 28 470 män. Barn under 15 år utgör 18,0 %, vuxna 15-64 år 72 %, och äldre över 65 år 9,0 %.
Genomsnittlig årsnederbörd är 1 224 millimeter. Den regnigaste månaden är juli, med i genomsnitt 241 mm nederbörd, och den torraste är januari, med 11 mm nederbörd.